# César Ruminski
César-Jean Ruminski, vero nome Geslaw Ruminski (Douai, 13 giugno 1924 – Lisieux, 14 maggio 2009), è stato un calciatore francese, di ruolo portiere.

## Carriera
Di origini polacche, Ruminski iniziò la sua carriera nello Stade de Reims e dopo alcuni si trasferì nel Douai. Nel 1947 si trasferì nel Le Havre ma fu nel 1952, quando venne acquistato dal Lille, che iniziò la sua ascesa infatti vinse un campionato francese e ottenne la convocazione in Nazionale, con la quale giocò il Mondiale 1954. L'anno dopo il mondiale si ritirò dal calcio.

## Palmarès

### Club
- Campionato francese: 1

Lille: 1953-1954
- Coppa di Francia: 1

Lille: 1952-1953